# Віллап'яна
Віллап'яна (італ. Villapiana, сиц. Villachiana) — муніципалітет в Італії, у регіоні Калабрія,  провінція Козенца.
Віллап'яна розташований на відстані близько 410 км на південний схід від Рима, 110 км на північ від Катандзаро, 65 км на північ від Козенци.
Населення — 5404 особи (2014).
Покровитель — San Francesco di Paola.

## Демографія
Населення за роками:

Станом на 1 січня 2023 року в муніципалітеті офіційно проживав 501 іноземець з 33 країн, серед них 191 громадянин країн Євросоюзу та 24 громадяни України.

## Сусідні муніципалітети
- Кассано-алло-Йоніо
- Франкавілла-Мариттіма
- Платачі
- Требізачче